# Can Batlle (Sant Gregori)
Can Batlle és una obra de Sant Gregori (Gironès) protegida com a Bé Cultural d'Interès Local.

## Descripció
Edifici de planta rectangular amb cossos annexes afegits. Es desenvolupa en planta baixa, pis i golfes. Les parets portants són de maçoneria amb carreus a les cantonades i emmarcant les obertures. La coberta és de teula àrab a dues vessants.
La porta d'accés i les finestres de la planta baixa són d'origen medieval amb motius religiosos cisellats a la llinda. La finestra del primer pis és renaixentista.
La casa està en fase de restauració, les pedres de la façana principal han estat ajuntades amb ciment pòrtland.
La casa va ser reconstruïda el 1990.